# Харрис, Гарри Бинкли
Гарри Бинкли Харрис-младший (род. 4 августа 1956) — посол США в Южной Корее и бывший офицер ВМС США. Стал первым американцем азиатского происхождения, возглавившим Тихоокеанское командование ВМС США и самым высокопоставленным американским военным японского происхождения.
Родился в Японии. Был первым четырёхзвёздочным адмиралом, участвовавшим в программе подготовки младших офицеров резерва флота, первым офицером из военно-морской патрульной авиации, достигнувшим такого звания. Находясь в звании вице-адмирала, служил заместителем председателя объединённого комитета начальников штабов. В 2013—2015 годах возглавлял тихоокеанский флот США на Гавайях. 27 мая 2015 года принял командование над Тихоокеанским командованием. Ушёл в отставку из рядов ВМС 1 июня 2018 года.
В 1978 году Харрис закончил военно-морскую академию США в Аннаполисе.
29 июня 2018 года Харрис принёс присягу при принятии полномочий посла США в Южной Корее. В период с января 2017 и апрель 2018 года стал т. н. «старой козой» — выпускником академии, который дольше всего находится на действительной службе. Передал этот титул своему однокласснику адмиралу Курту Тидду на частной церемонии в Пентагоне. Он также стал 15-м «серым филином» ВМС США — военно-морским офицером-авиатором дольше всего находившимся на действительной службе. Этот титул Харрис передал вице-адмиралу Герману Шелански на военно-морском симпозиуме 2018 года в музее военно-морской авиации.
29 июня 2018 года Харрис принёс присягу при вступлении на пост посла США в Южной Корее.

## Биография
Харрис родился в г. Йокосука, Япония в 1956 году. Его мать Фумико (Охно) была японкой, отец Гарри Бинкли Харрис-старший — младший лейтенант флота, помощник машиниста, позднее — старший унтер-офицер, служил на борту корабля USS Lexington (CV-2) в ходе битвы в Коралловом море. После переезда семьи в США, Харрис рос в г. Кросвилль, штат Теннесси и в г. Пенсакола, штат Флорида, где учился в общественных школах.

## Награды
|  |

| Бронзовый пучок дубовых листьев       |  |                            |
|                                       |  |                            |
| Золотая звезда повторного награждения |  |                            |
|                                       |  |                            |
|                                       |  | Бронзовая звезда за службу |
|                                       |  | Бронзовая звезда за службу |
|                                       |  |                            |
| Бронзовая звезда за службу            |  |                            |
|                                       |  |                            |
|                                       |  |                            |
|                                       |  |                            |
|                                       |  |                            |
|                                       |  |                            |
|                                       |  |                            |
|                                       |  |                            |

| Naval Flight Officer                                                           |                                                                                  | |
| Медаль «За выдающуюся службу» c одним бронзовым дубовым листом.                |                                                                                  | |
| Медаль «За выдающуюся службу» с двумя золотыми звёздами повторного награждения | Медаль «За отличную службу» с двумя бронзовыми дубовыми листьями                 | Орден «Легион почёта» с двумя звёздами повторного награждения                                          |
| Бронзовая звезда с одной звездой повторного награждения                        | Медаль «За похвальную службу» с тремя звёздами повторного награждения            | Медаль военно-воздушных сил с лётной пряжкой                                                           |
| Похвальная медаль (объединённая служба)                                        | Похвальная медаль (флот) с четырьмя звёздами повторного награждения              | Navy and Marine Corps Achievement Medal                                                                |
| Единая награда воинской части (подразделению)                                  | Благодарность части Военно-морского флота с тремя бронзовыми служебными звёздами | Похвальная благодарность армейской воинской части с одной служебной звездой                            |
| Navy E Ribbon с тремя боевыми литерами «E»                                     | Distinguished Honor Award (от госдепартамента)                                   | Navy Expeditionary Medal с одной служебной звездой                                                     |
| National Defense Service Medal с двумя служебными звёздами                     | Armed Forces Expeditionary Medal                                                 | Медаль «За службу в Юго-Западной Азии» с тремя служебными звёздами                                     |
| Медаль «За кампанию в Афганистане» с одной служебной звездой                   | Медаль «За службу в экспедиционных войсках глобальной войны с терроризмом»       | Медаль «За участие в глобальной войне с терроризмом»                                                   |
| Медаль «За выдающуюся службу добровольцем»                                     | Navy Sea Service Deployment Ribbon с четырьмя служебными звёздами                | Navy & Marine Corps Overseas Service Ribbon с двумя серебряными и двумя бронзовыми служебными звёздами |
| Order of National Security Merit, Tong-il Medal (Южная Корея)                  | Meritorious Service Medal (Military) (Сингапур)                                  | Офицер ордена Почётного легиона, (Франция)                                                             |
| Орден Восходящего солнца (Япония)                                              | Команданте Орден «Легион почёта» (Филиппины)                                     | Medal for International Military Cooperation (Монголия)                                                |
| Орден Австралии (военный)                                                      | Благодарность президента Филиппин                                                | Медаль Освобождения Кувейта (Саудовская Аравия)                                                        |
| Медаль Освобождения (Кувейт)                                                   | Navy Expert Rifleman Medal                                                       | Navy Expert Pistol Shot Medal                                                                          |
| Command at Sea insignia                                                        |                                                                                  | |
| пряжка Тихоокеанского командования                                             |                                                                                  | |

- Harris is authorized to wear the Office of the Joint Chiefs of Staff Identification Badge , and has also received the CIA Agency Seal Medal as well as a foreign badge.

### Foreign orders, decorations and medals
- Order of National Security Merit, Tong-il (1st Class) Medal (Korea), awarded 3 November 2014 by ROK Chief of Naval Operations Adm. Hwang Ki-chul, on behalf of President Park Geun-hye, for «distinguished service and meritorious contributions to the security of the Republic of Korea» while serving as Commander, U.S. Pacific Fleet[2].
- Meritorious Military Service Medal (Singapore), awarded 17 October 2017 by Minister for Defence Dr. Ng Eng Hen, for «significant contributions toward enhancing the longstanding and excellent defence relations between the United States and Singapore» as Commander, U.S. Pacific Command[3].
- Officier (Officer) of the Legion of Honour (France), awarded 11 April 2018, by Ambassador Gérard Araud.
- Grand Cordon of the Order of the Rising Sun (Japan), awarded 26 April 2018, by Minister of Defense Itsunori Onodera on behalf of Emperor of Japan.
- Komandante (Commander) of the Legion of Honor (Philippines), awarded 27 April 2018 by Executive Secretary Salvador Medialdea on behalf of President Rodrigo Duterte.
- Medal for International Military Cooperation (Mongolia), awarded 27 April 2018 by Lieutenant General Dulamsürengiin Davaa, Chief of General Staff of the Mongolian Armed Forces, on behalf of Minister of Defense Nyamaagiin Enkhbold.
- Honorary Officer (AO) of the Order of Australia, awarded 29 May 2018 by Governor General of Australia General Sir Peter Cosgrove as part of the 2018 Special honours list, for «distinguished service to the military relationship between Australia and the United States through leadership, passion, and strategic foresight.»